# Allokoenenia afra
Espèce
Allokoenenia afra est une espèce de palpigrades de la famille des Eukoeneniidae.

## Distribution
Cette espèce est endémique de Guinée. Elle se rencontre vers Mamou.

## Description
La femelle holotype mesure 1 mm.

## Systématique et taxinomie
Cette espèce a été décrite par Silvestri en 1913.

## Publication originale
- Silvestri, 1913 : « Novi generi e specie di Koeneniidae (Arachnida, Palpigradi). » Bollettino del Laboratorio di Zoologia Generale e Agraria della R. Scuola Superiore d'Agricoltura in Portici, vol. 7, p. 211-217 (texte intégral).